# Бонателли, Франческо
Франческо Бонателли (итал. Francesco Bonatelli; 1830–1911) — итальянский философ, профессор и педагог.

## Биография
Франческо Бонателли родился 25 апреля 1830 года в городке Изео на севере Италии.
Усердно изучал философию в Павийском и Венском университетах, где Ф. Бонателли показал такие способности, что уже на 19 году жизни был утверждён на должность приват-доцента, в 1861 году назначен профессором философии в Болонский университет и в 1867 году — в Падуанский университет.
По своим философским воззрениям Франческо Бонателли принадлежит к школе Розмини-Сербати (идеологический психологизм), но вместе с тем обнаруживает основательное знакомство с немецкой философией, особенно с Гербартом, Трендаленбургом и Лотце.
В конце XIX — начале XX века на страницах «Энциклопедического словаря Брокгауза и Ефрона» главным его сочинением был назван философский труд озаглавленный «Pensiero e conoscenza» (Мысль и знание) и опубликованный в 1864 году в Болонье (однако следует помнить, что после выхода IV тома «ЭСБЕ», где была опубликована статья о Бонателли, философ более десятилетия продолжал активно работать).
Франческо Бонателли умер 13 мая 1911 года в городе Падуе.